# Herbert-Grillo-Gesamtschule

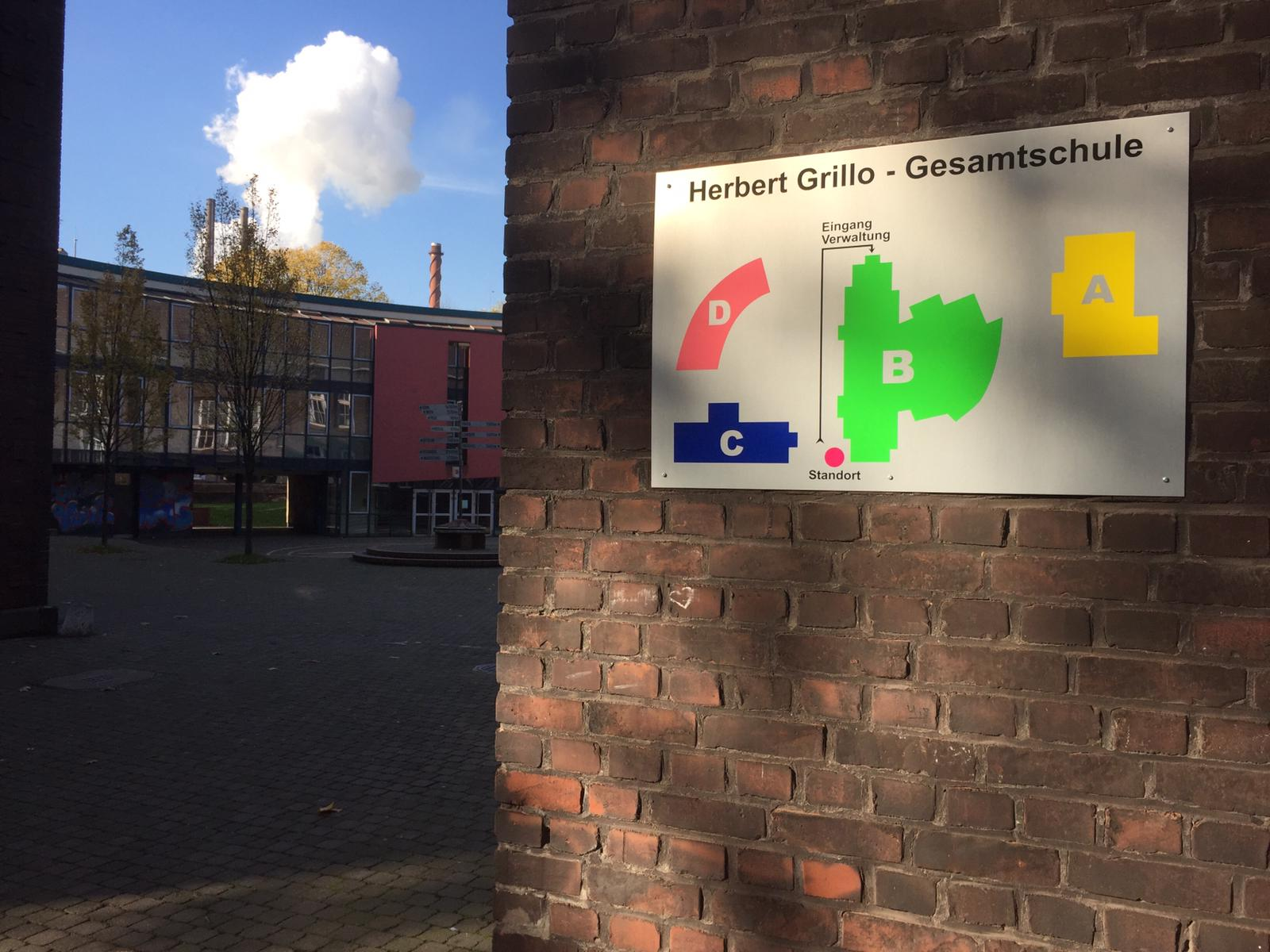
Lageplan der Herbert Grillo – Gesamtschule mit dem naturwissenschaftlichen Gebäude im Hintergrund

Die Herbert-Grillo-Gesamtschule ist eine Gesamtschule der Sekundarstufen und II i. E. im Duisburger Stadtteil Marxloh. Namensgeber der Schule ist der deutsche Unternehmer Herbert Grillo.

## Geschichte
Bis 1969 war die Schule die Volksschule an der Diesterwegstraße, danach bis 1994 die Gemeinschaftshauptschule Diesterwegstraße. Seit 1994 ist sie eine Gesamtschule. Am 21. Juli 2004 erfolgte die Umbenennung von Gesamtschule Duisburg-Marxloh in Herbert-Grillo-Gesamtschule. Im Schuljahr 2023/2024 wurde die fünfzügige Schule von 781 Schülern  besucht.
Seit Februar 2020 gehört die Schule dem Bildungsnetzwerk Bildungsfairbunt.Marxloh an. Seit dem Schuljahr 2020/21 ist die Herbert-Grillo-Gesamtschule Talentschule-NRW.

## Pädagogische Angebote
Es werden die Klassen in den Jahrgängen 5 bis 10 unterrichtet. In der Oberstufe kooperiert die Schule mit der Gesamtschule Emschertal und dem Elly-Heuss-Knapp-Gymnasium. Die Schule ist eine Ganztagsschule, an der gemeinsames Lernen für Schüler mit und ohne Bedarf an sonderpädagogischer Unterstützung stattfindet. Am Nachmittag gibt es mehr als 50 Arbeitsgemeinschaften mit musischen, künstlerischen und sportlichen Unterrichtsangeboten.
Die Lehrer arbeiten in Jahrgangsteams, die den größten Teil des Unterrichts in einem Jahrgang abdecken. Der Kontakt zwischen Schülern, Lehrern und Eltern ist dadurch besonders intensiv. Das eigenverantwortliche, teamorientierte und selbstständige Lernen der Schüler hat einen besonderen Stellenwert.
Die Schule wird von der Herbert-Grillo-Stiftung unter dem Einfluss von Gabriela Grillo in besonderer Weise finanziell unterstützt.

## Öffentliche Beachtung
Am 2. Dezember 2004 besuchten der damalige nordrhein-westfälische Ministerpräsident Peer Steinbrück und Präses Nikolaus Schneider die Herbert-Grillo-Gesamtschule. Sie nahmen gemeinsam am Modellversuchsunterricht „Islamische Unterweisung“ teil.
Familienministerin Ursula von der Leyen besuchte am 14. September 2006 zum Abschluss einer Projektwoche die Schule. Zusammen mit dem Schauspieler Ralf Möller begutachtete sie die Ergebnisse der verschiedenen AGs unter dem Motto Starke Typen lernen fürs Leben.
Die Ministerin urteilte über die Schüler:
„Die Schülerinnen und Schüler haben gezeigt, dass sie sich angesichts der schwierigen Bedingungen in ihrem Stadtteil nicht unterkriegen lassen. Trotz ungünstiger Startchancen stecken sie voller Engagement, Kreativität und Energie. Diese Eigenschaften müssen wir weiter stärken.“
Vom 13. Mai 2008 bis 15. Mai 2008 wurde die Schule vom Tanzprojekt The Young Americans aus den USA besucht.
Am 24. November 2009 besuchten NRW-Ministerpräsident Jürgen Rüttgers und NRW-Schulministerin Barbara Sommer zusammen mit Schauspieler Ralf Möller und dem Trainer des FC Schalke 04 Felix Magath sowie dem Olympiasieger und Weltmeister im Gewichtheben Rolf Milser im Rahmen der Fortsetzung der Kampagne „Starke Typen lernen fürs Leben“ die Schule.
2012 wurde die Schule erste I-pad-Schule im Regierungsbezirk Düsseldorf, seitdem werden Tablet-PC und Notebooks im Unterricht eingesetzt.
Ende 2014 begann der Prozess des Umbaus der Herbert-Grillo-Gesamtschule zur Stadtteilschule. Dabei geht es vor allem darum, eine enge Verbindung von schulischer Erziehungs- und Bildungsarbeit mit Freizeit-, Beratungs-, Kultur- und Bildungsangeboten für alle Bewohner des Stadtteils herzustellen. Die Machbarkeitsstudie hierzu wurde 2018 abgeschlossen. Ein Architektenwettbewerb für ein sogenanntes „Campusgebäude“, das auf dem Schulgelände errichtet werden soll, wurde durchgeführt. Die Eröffnung des Gebäudes ist für 2022 geplant.
2018 wurde ein Bericht der Reporterin Donya Farahani über die Schule ausgestrahlt, bei dem der Lehreralltag unter die Lupe genommen wurde.
Am 7. September 2024 stand die Schule im Mittelpunkt der Reportage Das kriselnde Klassenzimmer, die in Deutschlandfunk Kultur sowie im Deutschlandfunk gesendet wurde. Der Reporter Marius Elfering begleitete hierin eine Abschlussklasse über ein Jahr hinweg und beleuchtete u. a. die Themen ungleich verteilte Bildungschancen, Schulreformen, Bildungsmonitoring und Lehrkräftemangel.

## Schulleitung
- Schulleiter: Thomas Zander[2]
- Stellvertretender Schulleiter: Markus Bernard
- Didaktische Leitung: Gabi Klar
- Abteilungsleiter I: Volkmar Lauterbach / Markus Zimmermann
- Abteilungsleiterin II: Pinar Altug